# Alberto da Zara
Alberto da Zara (Padua, 8 april 1889 – Foggia, 4 juni 1951) was een Italiaanse viceadmiraal (Ammiraglio di Squadra) in de Regia Marina tijdens de Tweede Wereldoorlog.

## Carrière
Da Zara ging in 1907 naar de academie van de marine (Academia Navale di Livorno) in Livorno. Na het voltooien van deze opleiding werd hij bevorderd tot luitenant-ter-zee 3e klasse (Guardiamarina). Als Guardiamarina nam hij deel aan de Italiaans-Turkse Oorlog en de Eerste Wereldoorlog. Hij voerde het bevel over een kleine strijdmacht en bezette het Palagruža-archipel in de Adriatische Zee, een maand na die bezetting werd deze weer opgeheven vanwege verschillende moeilijkheden. Da Zara werd hierna bevorderd tot luitenant-ter-zee 2e klasse (Sottotenente di Vascello).
Tijdens de interbellum voerde hij zijn eerste commando over een kanonneerboot in de Dodekanesos. Hierna voerde het commando over de rivierkanonneerboot Ermanno Carlotto van 1922 tot 1925 op de Jangtsekiang in het Verre Oosten. In 1933 werd hij bevorderd tot kapitein-ter-zee (Capitano di Vascello). Hij werd de eerste commandant van de lichte kruiser Emanuele Filiberto Duca d'Aosta. In april 1937 twee jaar later werd hij aangesteld als commandant van de kruiser Raimondo Montecuccoli, en deed tot november 1938 dienst in het Verre Oosten. Op 2 januari 1939 werd hij bevorderd tot commandeur (Contrammiraglio).
Na de Italiaanse oorlogsverklaring (10 juni 1940), werd Da Zara commandant over de twee kruisers van de 4e Divisie (Alberto da Giussano en Alberico da Barbiano). Hij vocht in die hoedanigheid, zij het in een zeer ondergeschikte rol, in de slag bij Punta Stilo (ook wel de "slag om Calabrië" genoemd). Daarna werden hem een aantal minder belangrijke commando's toegewezen, zoals het commando van de Italiaanse marinebasis in La Spezia.
Op 5 maart 1942 nam hij commando over van Raffaele de Courten over de 7e Marine divisie (7ª Divisione Navale), die bestond uit vier lichte kruisers van de Montecuccoli en D'Aosta klassen. Op 15 juni 1942 vocht zijn eenheid tijdens operatie Harpoon, vaak beschouwd als een van de weinige Italiaanse successen op zee tijdens de oorlog. Da Zara's divisie voer uit om strijd te leveren tijdens operatie Pedestal, maar de sortie werd afgebroken en ze moesten terugkeren naar de haven. Op 1 augustus 1943 nam Da Zara het commando over van de 5ª Divisione Navale, die was samengesteld uit twee oude slagschepen (Caio Duilio en Andrea Doria) gestationeerd in Tarente.
Na de afkondiging van de Italiaanse wapenstilstand met de geallieerden, voldeed hij aan het bevel om naar Malta te varen. Bij aankomst werd hij geïnformeerd over de dood van admiraal Carlo Bergamini en nam het commando van de Marina Cobelligerante Italiana over. Da Zara verbleef in Malta tot december 1943, waarna hij naar Italië terugkeerde. Hij voerde nog het commando over de militaire afdeling van de Ionische Zee en was inspecteur van de marinestrijdkrachten.
Hij trok zich terug uit de actieve dienst en ging in september/oktober 1946 met pensioen. Da Zara overleed op 4 juni 1951 in Foggia.

## Privéleven
Alberto's vader was een voormalige cavalerieofficier. De familie Da Zara zou van Joodse afkomst geweest zijn. Zijn broer Guido sneuvelde op 16 februari 1943 terwijl hij het bevel voerde over het Cavalleggeri di Alessandria regiment tijdens gevechten in Kroatië.
Da Zara was nooit getrouwd geweest, maar stond bekend als een rokkenjager, dit vanwege zijn gedrag in de hogere kringen van Italië en het Verre Oosten (China). Hij zou een relatie hebben gehad met Wallis Simpson, de toekomstige vrouw van Edward VIII van het Verenigd Koninkrijk.

## Militaire loopbaan
- Academie van de Marine in Livorno: 1907[1][4][3]
- Luitenant-ter-zee 3e klasse (Guardiamarina): 1911[4]
- Luitenant-ter-zee 2e klasse (Sottotenente di Vascello): 1913
- Luitenant-ter-zee 2e klasse oudste categorie (Tenente di Vascello): 1915
- Korvetkapitein (Capitano di Corvetta): 1923[3]
- Fregatkapitein (Capitano di Fregata): 1927[1][3]
- Kapitein-ter-zee (Capitano di Vascello): november 1933[1][3]
- Commandeur (Contrammiraglio): 2 januari 1939[1][3]
- Schout-bij-nacht (Ammiraglio di Divisione): 1941 - maart 1942[3]
- Viceadmiraal (Ammiraglio di Squadra): 1 augustus 1944[4]- 10 maart 1944[3]

## Onderscheidingen
- Ridder - Officier[1] in de Orde van Sint-Mauritius en Sint-Lazarus op 4 juni 1931
- Commandeur in de Orde van de Italiaanse Kroon op 27 januari 1936
- Officier in de Orde van de Italiaanse Kroon op 20 april 1933
- Bronzen medaille voor Dapperheid (2)[1][3]
- Commandeur in de Militaire Orde van Italië[1] op 24 november 1947[5]
- Officier in de Militaire Orde van Italië op 25 juni 1942[5]
- Oorlogskruis (Italië) (4)[1]
- Overwinningsmedaille (Italië)
- Herinneringsmedaille van de Italiaanse-Turkse Oorlog 1911-1912
- Herinneringsmedaille van de Hereniging van Italië
- Herinneringsmedaille van de Italiaans-Oostenrijkse Oorlog 1915-1918 (4 jaar campagne)
- Commandeur in de Orde van Aviz[1] op 21 oktober 1931[6]

## Publicatie
- Pelle d'ammiraglio, 1 januari 1949. ISBN 978-8898485918